# Albert Michelsen
Pour les articles homonymes, voir Michelsen.
Albert Richard « Whitey » Michelsen (né le 16 décembre 1893 et mort le 7 juillet 1964) est un athlète américain, spécialiste des courses de fond. 
Le 12 octobre 1925, à Port Chester, il établit une nouvelle meilleure performance mondiale sur marathon et devient le premier athlète à parcourir la distance en moins de 2 heures 30 minutes (2 h 29 min 1 s). Cependant, ce temps n'est pas homologué par l'IAAF.
Il se classe 9e du marathon des Jeux olympiques de 1928 à Amsterdam, et 7e du marathon des Jeux olympiques de 1932 à Los Angeles.